# رود تانانا
رود تانانا رودی در ایالت آلاسکا، ایالات متحده آمریکا است.
این رود که نزدیکی نورث‌وی جانکشن، آلاسکا سرچشمه میگیرد پس از طی ۹۴۰ کیلومتر به رود یوکان میریزد.

## نگارخانه

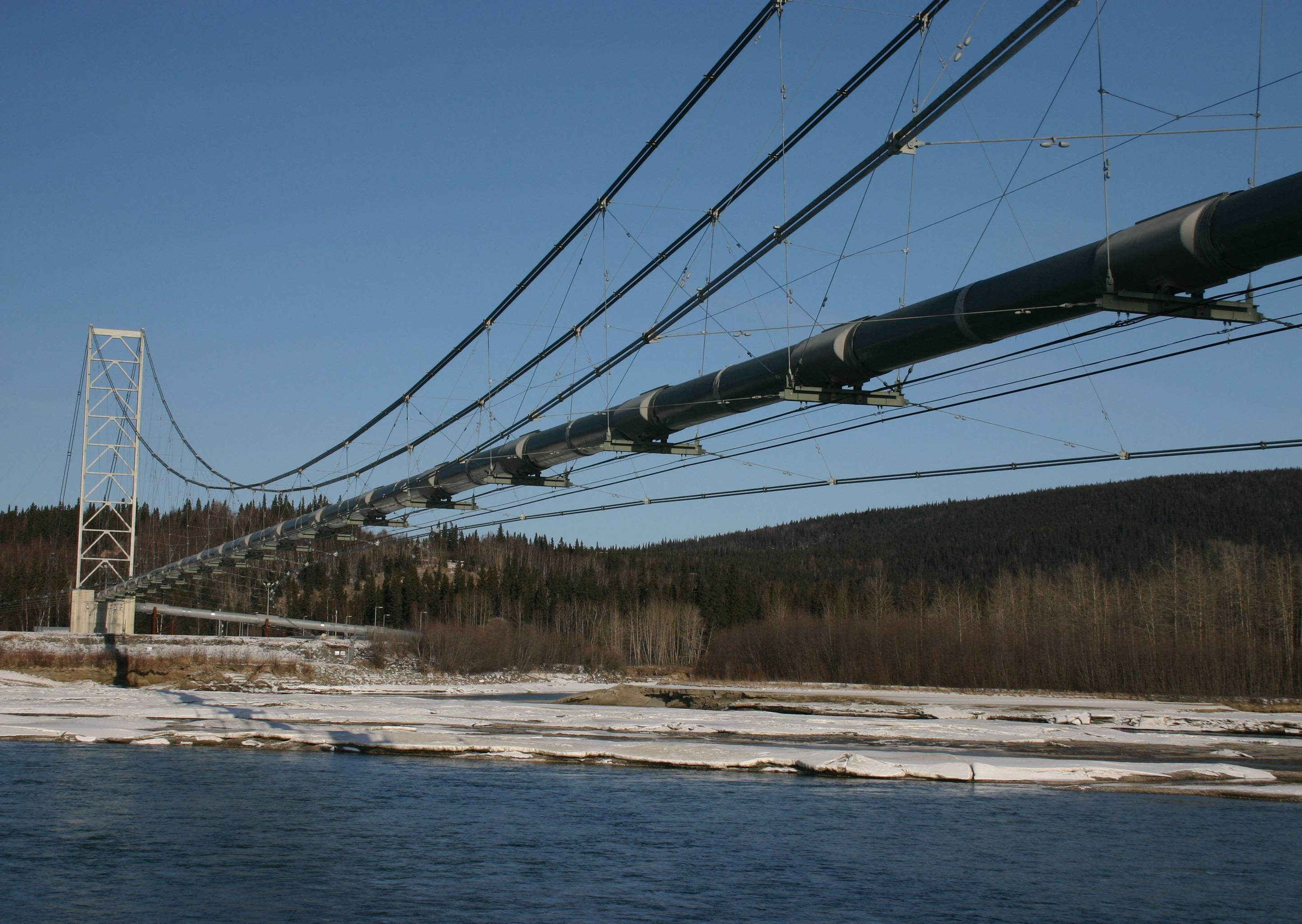
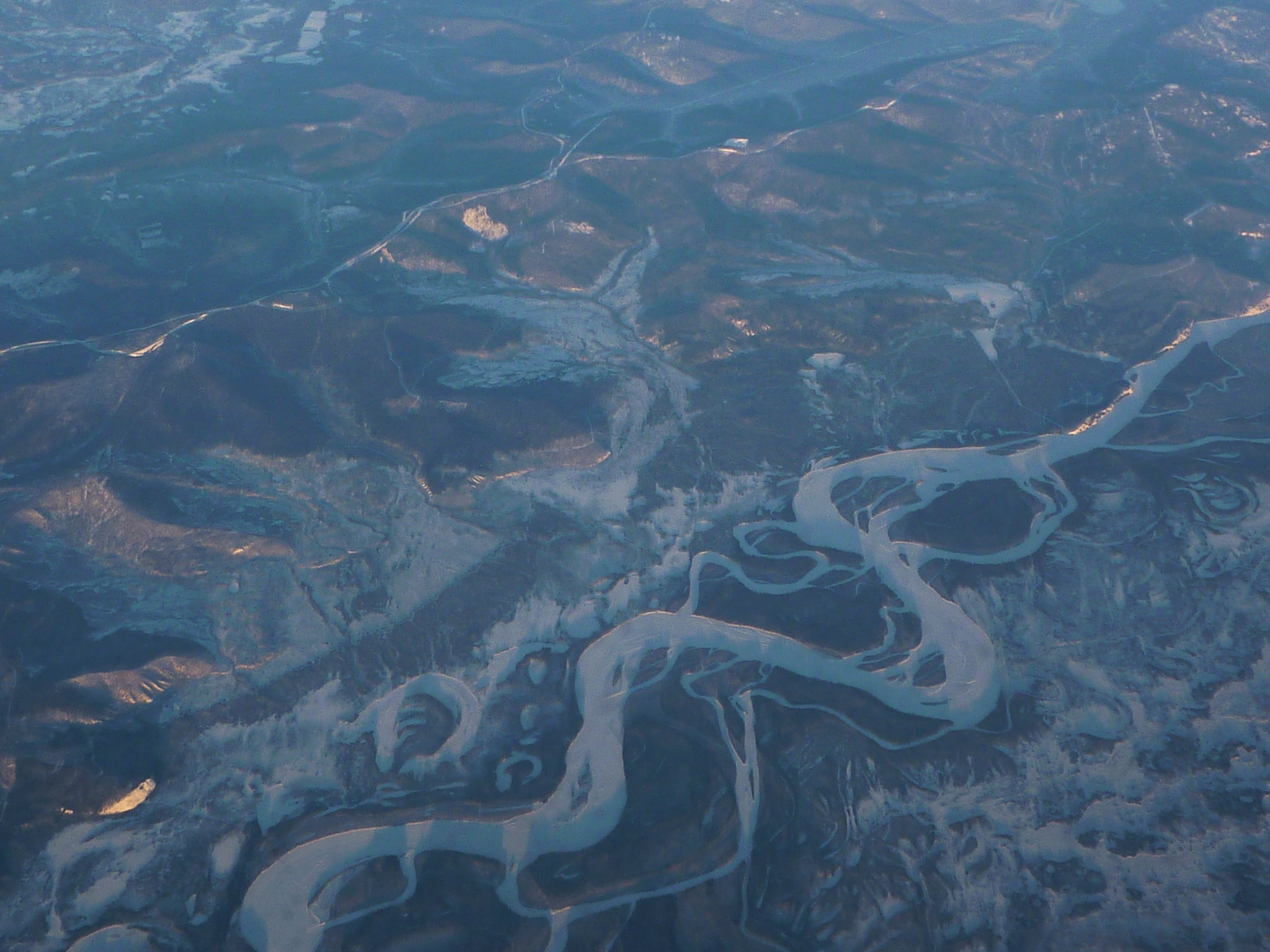